# Rantzau (gmina)
Rantzau – gmina w Niemczech w kraju związkowym Szlezwik-Holsztyn, w powiecie Plön, wchodzi w skład Związku Gmin Großer Plöner See..